# 최소 상계 성질

유계이고 공집합이 아닌 실수의 부분집합은 최소 상계를 갖는다.

수학에서 최소 상계 성질 (때때로 완비성 또는 상한 성질) 은 실수 혹은 특정한 다른 순서집합의 기본적인 성질이다. 집합 X가 최소 상계 성질을 만족한다는 것은 X의 공집합이 아니고 상계를 갖는 모든 부분집합이 X에서 최소상계 (상한)을 갖는다는 것을 의미한다.
최소 상계 성질은 실수에 대한 완비성 공리의 한 형태이고, 때때로 데데킨트 완비성이라고 불리기도 한다. 이는 실해석학의 많은 기본적인 정리 (예를 들면 중간값 정리, 볼차노-바이어슈트라스 정리, 최대·최소 정리, 하이네-보렐 정리) 들을 증명하는데 사용된다.이는 때때로 실수의 구성에서 공리로 사용되고 (최소 상계 공리), 데데킨트 절단을 사용하여 실수를 구성하는데 사용된다.
순서론에서, 이 성질은 부분 순서 집합에 대한 완비성의 개념으로 일반화 될 수 있다. 조밀하고 최소 상계 성질을 갖는 선형 순서 집합을 선형 연속체라 한다.

## 성질에 대한 명제

### 실수에서의 명제
S를 공집합이 아닌 실수들의 집합이라 하자.
- 모든 s ∈ S에 대해 x ≥ s 일 때, 실수 x를 S에 대한 상계라고 한다.
- 실수 x가 S의 상계이고 S의 임의의 상계 y에 대해 x ≤ y 이면, x를 최소 상계 (또는 상한)이라고 한다.

최소 상계 성질은 임의의 공집합이 아니고 상계를 갖는 실수들의 집합이 반드시 실수 집합에서 최소 상계를 갖는다는 것을 의미한다.

### 순서 집합으로의 일반화
더 일반적으로, "실수"를 "X의 원소"로 바꿈으로써 부분 순서 집합 X의 임의의 부분집합에 대한 상계와 최소 상계를 정의할 수 있다. 이 때는, 공집합이 아니고 상계를 갖는 X의 모든 부분집합이 상계를 가질 때 X가 최소 상계 성질을 갖는다고 말한다.
예를 들어, 유리수의 집합 Q는 통상적인 순서에서는 최소 상계 성질을 만족하지 않는다. 예를 들어, 집합
{\displaystyle \left\{x\in \mathbf {Q} :x^{2}\leq 2\right\}=\mathbf {Q} \cap \left(-{\sqrt {2}},{\sqrt {2}}\right)}
는 Q에서 상계를 가지지만, √2는 무리수이기 때문에 Q에서 최소 상계를 갖지 않는다. 데데킨트 절단을 이용하여 실수를 구성할 때 유리수의 특정 집합들을 최소 상계로 정의하는 데에 이를 이용한다.

## 증명

### 논리적 상태
최소 상계 성질은 코시 수열의 수렴이나 축소 구간 정리와 같은 완비성 공리의 다른 형태와 동치이다. 이 성질의 논리적 상태는 사용된 실수의 구성에 의존한다 : 공리를 이용하여 정의하면 이 성질은 대개 실수에 대한 공리로 이용된다 (최소 상계 공리) ; 구성적으로 정의하면 이 성질은 증명되어야 할 정리로, 구성으로부터 직접 얻어지거나 완비성의 다른 어떤 형태의 결과로 얻어진다.

### 코시 수열을 이용한 증명
최소 상계 성질을 증명하기 위해 모든 코시 수열이 수렴한다는 가정을 이용할 수 있다. S를 공집합이 아닌 실수의 부분집합이라 하고, S가 상계 B1를 갖는다고 하자.  S가 공집합이 아니므로, S의 상계가 아닌 실수 A1이 존재한다. 수열 A1, A2, A3, ... and B1, B2, B3, ...를 다음과 같이 귀납적으로 정의하자.
1. (An + Bn) ⁄ 2 이 S의 상계인지 확인한다.
2. 상계라면, An+1 = An , Bn+1 = (An + Bn) ⁄ 2라 하자.
3. 상계가 아니라면 s>(An + Bn) ⁄ 2 를 만족하는 S의 원소 s가 존재한다. An+1 = s , Bn+1 = Bn라 하자.

그러면 A1 ≤ A2 ≤ A3 ≤ ⋯ ≤ B3 ≤ B2 ≤ B1 이고 |An − Bn| → 0 (n → ∞ 일 때) 이는 곧 두 수열이 코시수열이고 같은 극한 L을 가짐을 의미하는데, 이것이 곧 S의 최소 상계이다.

## 응용
R의 최소 상계 성질은 실해석학의 많은 기본 정리들을 증명하는데 사용된다.

### 중간값 정리
f : [a, b] → R 가 연속이고 f (a) < 0 , f (b) > 0라 가정하자. 이 경우에 중간값 정리는 f 가 구간 [a, b]에서 근을 가진다는 것을 말한다. 이는 다음 집합을 생각함으로써 증명할 수 있다.
S  =  {s ∈ [a, b]  : 모든 x ≤ s에 대해 f (x) < 0}.
즉, S 는 [a, b] 에서  f가 음의 값을 갖는 첫 부분이다. 그러면 b 는 S의 상계이므로 최소 상계 성질에 의해 f는 근을 갖는다.

### 볼차노-바이어슈트라스 정리
R에서 볼차노-바이어슈트라스 정리는 닫힌 구간 [a,b]에서 정의된 모든 실수열 xn 이 수렴하는 부분수열을 갖는다는 것을 말한다. 이는 다음 집합을 생각함으로써 증명할 수 있다.
S  =  {s ∈ [a, b]  :  무수히 많은 n에 대해 s ≤ xn }.
분명히 b는 S에 대한 상계이므로 S는 최소 상계 c를 갖는다. 그러면 c는 분명 xn의 집적점이므로 xn은 c로 수렴하는 부분수열을 갖는다.

### 최대-최소 정리
f : [a, b] → R를 연속, M = sup f ([a, b])라 하자. 이 때 f([a,b])가 상계를 갖지 않으면 M = ∞를 의미한다. 최대-최소 정리는 M이 실숫값을 갖고 f (c) = M인 c ∈ [a, b]가 존재한다는 것을 말한다. 이는 다음 집합을 생각함으로써 증명할 수 있다.
S  =  {s ∈ [a, b]  :  sup f ([s, b]) = M}.
만일 c가 이 집합의 최소 상계이면, 연속성으로부터 f (c) = M을 얻을 수 있다.

### 하이네-보렐 정리
[a, b]를 R에서의 닫힌 구간이라 하고, {Uα}를 [a, b]의 열린 덮개라 하자. 그러면 하이네-보렐 정리는 [a,b]를 덮는 {Uα}의 유한 부분 덮개가 존재한다는 것을 말한다. 이는 다음 집합을 생각함으로써 증명할 수 있다.
S  =  {s ∈ [a, b]  :  [a, s]는 유한히 많은 Uα에 의해 덮힘}
이 집합은 분명히 최소 상계 c를 갖는다. 하지만 c 자신은 어떤 Uα의 원소이므로 충분히 작은 δ>0에 대해 [a, c + δ]는 유한히 많은 Uα로 덮힌다. 이는 곧 c + δ ∈ S임을 의미하는데 이는 c = b가 아니면 모순이다.

## 역사
최소상계 성질의 중요성은 베르나르트 볼차노의 1817년 논문에서 처음으로 인식되었다.

## 참고 문헌
- Abbott, Stephen (2001). 《Understanding Analysis》. Undergraduate Texts in Mathematics. New York: Springer-Verlag. ISBN 0-387-95060-5.
- Aliprantis, Charalambos D; Burkinshaw,  Owen (1998). 《Principles of real analysis》 Thi판. Academic. ISBN 0-12-050257-7.

- Bartle, Robert G.; Sherbert, Donald R. (2011). 《Introduction to Real Analysis》 4판. New York: John Wiley and Sons. ISBN 978-0-471-43331-6.
- Bressoud, David (2007). 《A Radical Approach to Real Analysis》. MAA. ISBN 0-88385-747-2.
- Browder, Andrew (1996). 《Mathematical Analysis: An Introduction》. Undergraduate Texts in Mathematics. New York: Springer-Verlag. ISBN 0-387-94614-4.
- Dangello, Frank; Seyfried, Michael (1999). 《Introductory Real Analysis》. Brooks Cole. ISBN 978-0-395-95933-6.
- Rudin, Walter. 《Principles of Mathematical Analysis》. Walter Rudin Student Series in Advanced Mathematics 3판. McGraw–Hill. ISBN 978-0-07-054235-8.
- Willard, Stephen (2004) [1970]. 《General Topology》. Mineola, N.Y.: Dover Publications. ISBN 9780486434797.